# Яковлева, Нина Михайловна
Ни́на Миха́йловна Я́ковлева (род. 8 июня 1940, Больше-Яниково, Чувашская АССР, СССР) — советская и российская театральная актриса, народная артистка РСФСР (1987).

## Биография
Родилась 8 июня 1940 года в деревне Больше-Яниково Урмарского района Чувашской АССР. В 1961 году окончила вторую чувашскую студию Государственного института театрального искусства имени А. В. Луначарского и пришла работать в Чувашский государственный академический драматический театр имени К. В. Иванова. В амплуа актрисы трагические, драматические, комедийные и водевильные роли женщин разных возрастов, профессий и национальностей.
Помимо работы в театре Яковлева принимала участие в теле- и радиопостановках, снималась в телевизионных и художественных фильмах, дублировала на чувашский язык более 150 кинофильмов.

## Личная жизнь
Муж —  Валерий Яковлев (1939—2024), актёр, режиссёр, народный артист СССР (1991).

## Роли в спектаклях
- Екатерина Алексеевна («Волны бьют о берег» Н. Терентьева, 1970)
- Катя («Когда восходит солнце» Н. Терентьева)
- Асель («Тополек мой, в красной косынке» Ч. Айтматова)
- Бабушка Ладушка («Озорная молодость» И. Абдуллина, 1974)
- Надежда Монахова («Варвары» М. Горького, 1975)
- Мария («Деньги для Марии» В. Распутина, 1979)
- Пелагея («Пелагея и Алька» Ф. Абрамова)
- Виола («Двенадцатая ночь» У. Шекспира, 1970)
- Паша («Выйди, выйди за Ивана» Н. Айзмана, 1974)
- Тетушка Праски («Тетушка Праски дочку выдает», 1980)
- Тетушка Праски («Тетушка Праски внука женит» А. Чебанова, 1996)
- Марго («Соседи» Г. Д. Хугаева, 1977)
- Мать Сетнера («Нарспи» К. Иванова)
- Смерть («Кровавая свадьба» Ф. Гарсиа Лорки, 1974)
- Ильинична («Тихий Дон» М. Шолохова)
- Анна Николаевна («Нашествие» Л. Леонова)
- Лиза Пряслина («Дом» Ф. Абрамова)
- Курак («Тудимер» Я. Г. Ухсая, 1980)
- Миссис Уикли («Виндзорские проказницы», 1983)
- Анисия («Сватовство» Н. Сидорова)
- Лукарья («Седьмая жена» Н. Сидорова)
- Жрица Кебе («Когда гаснут звезды» Н. Сидорова)
- Мать («Ежевика вдоль плетня» Б. Чиндыкова, 1990)
- Дарья («Прощание с Матерой» В. Распутина, 1993)
- Мария Хосефа («Дом Бернарды Альбы» Ф. Гарсиа Лорки, 2003)
- Татьяна («Белым-бела черемуха» А. Ларченкова)
- Пелагея («Моя жена — Хуанита» Н. Сидорова)
- Баба Яга («Иван царевич, серый Волк и Василиса Прекрасная» В. Маслова)
- Анукка («Голос печального вяза» Д. Гордеева и Г. Кириллова, 2007)
- Ираида Семеновна («Баба Шанель» Н. Коляды)
- Йаскар («В деревне» Ф. Павлова)
- Жена Васлея («Мелодия души» Е. Тикиневой)
- Матьусь («Деньги глаза слепят» А. Пртта)
- Ханума («Ханума» А. Цагарели, 2010)
- Бабушка («В этой девушке что-то есть …» Г. Рябкина)
- Тетя Шура («Суженая сама пришла» А. Портта)
- Вторая Гостья («Бедность не порок» А. Н. Островского)
- Кетерук («День очищения» А. Тарасова)

## Награды и звания
- Орден Дружбы (2008)[3]
- Орден Почёта (2021)[4]
- Заслуженная артистка РСФСР (1982)
- Народная артистка РСФСР (1987)
- Орден «За заслуги перед Чувашской Республикой» (2010)
- Заслуженная артистка Чувашской АССР (1975)
- Народная артистка Чувашской АССР (1979)
- Почётный гражданин Урмарского района (2010)

Яковлева является лауреатом международных и республиканских театральных фестивалей и конкурсов: фестиваля «Образ сельского труженика в драматургии и на сцене» (Ярославль, 1984), международного фестиваля «Туганлык» (Уфа, 1990), всероссийского фестиваля «Федерация-92» (Чебоксары, 1992), республиканского конкурса театрального искусства «Чĕнтĕрлĕ чаршав» в 2002, 2005, 2007.